# Albert Kiekebusch
Albert Kiekebusch (* 8. März 1870 in Waßmannsdorf; † 27. Juni 1935 in Hohenbinde, Ortsteil von Erkner bei Berlin) war ein deutscher Prähistoriker.

## Leben und Wirken
Kiekebusch wurde als Sohn des Landwirts Friedrich Kiekebusch (1819–1901) und Auguste Kiekebusch, geb. Kolshorn (1833–1899) geboren. Er besuchte vom 6. bis zum 14. Lebensjahr die einklassige Dorfschule, dann die Präparandenanstalt und das Lehrerseminar in Köpenick. Die erste Prüfung bestand er im März 1890, die zweite im Mai 1892. Damit konnte er untere und mittlere Klassen an Mittel- und höheren Mädchenschulen unterrichten. Bereits von April 1890 bis Februar 1891 war er Lehrer an der Schule in Velten. Von 1891 bis 1895 lehrte er an der Mädchenmittelschule in Köpenick und 1895 bis 1901 an der 209. Gemeindeschule in Berlin. Daneben hörte er 1896 bis 1897 drei Semester Vorlesungen an der Berliner Universität und bestand im November 1896 die Prüfung als Lehrer der oberen Klassen an Mittel- und höheren Mädchenschulen. Außerdem übernahm er den naturwissenschaftlichen Unterricht am Ulrichschen Lehrerinnenseminar. Seit 1901 wirkte er an der Sophienschule und holte 1904 das Abitur am Bismarck-Gymnasium nach. Dann studierte er neben seiner Tätigkeit als Lehrer Vorgeschichte, Geschichte, deutsche Literatur und Philosophie an der Universität Berlin.
Nach der Promotion zum Dr. phil. 1908 bei Gustaf Kossinna war er Mitarbeiter des Märkischen Museums in Berlin, wo er bis 1911 wissenschaftlicher Hilfsarbeiter, dann Assistent, 1919 Abteilungsvorsteher und 1922 Abteilungsdirektor wurde, was er bis kurz vor seinem Tode blieb. Von Februar 1917 bis November 1918 diente er als Kriegsgeologe an der Ostfront. Nach dem Ersten Weltkrieg hielt er Vorlesungen am Zentralinstitut für Erziehung und Unterricht. Er war daran beteiligt, die Vorgeschichte in den Lehrplänen der Berliner Volksschulen zu verankern. 1925 wurde er zum Korrespondierenden Mitglied des Archäologischen Instituts des Deutschen Reiches gewählt. Seit 1929 war er Lehrbeauftragter für märkische Vorgeschichte an der Universität Berlin, 1932 wurde er Honorarprofessor. Außerdem war er seit 1920 Vorsitzender der Brandenburgia, Gesellschaft für Heimatkunde und Heimatschutz in der Mark Brandenburg, und Mitglied der Berliner Gesellschaft für Anthropologie, Ethnologie und Urgeschichte.
Im Gegensatz zu seinem Lehrer Kossinna sah er als Aufgabe der Siedlungsarchäologie nicht nur die Rekonstruktion von Stammes- und Volksgebieten, sondern auch die Erforschung der Siedlungen selbst. Kiekebusch trug viel zur Siedlungsgeschichte in Berlin und Brandenburg bei. Zu nennen sind seine Siedlungsgrabungen, die er 1913/14 in Lagardesmühlen (heute Kostrzyn-Kłośnica) zur Römischen Kaiserzeit sowie 1910–1914 in Buch zur Bronzezeit durchführte. In Buch fand er mehr als 100 jungbronzezeitliche Hausgrundrisse, wodurch es erstmals möglich war, sich eine Vorstellung eines großen Dorfs zu verschaffen, das er pathetisch als Verkörperung germanischen Volkstums präsentierte.
Kiekebusch heiratete im Jahr 1900 Lucie Kolshorn (1878 – 24. August 1944). Er hatte einen Sohn, Heinz, und eine Tochter, die als Ingeborg Mertins-Kiekebusch (1912 – 18. Juli 2004) Archäologin wurde. Seit 1919 wohnte die Familie in Hohenbinde, einem Ortsteil von Erkner.
In Erkner, Berlin-Köpenick und Schönefeld wurden Straßen nach Albert Kiekebusch benannt.

## Publikationen (Auswahl)
- Der Einfluß der römischen Kultur auf die germanische im Spiegel der Hügelgräber des Niederrheins (= Studien und Forschungen zur Menschen- und Völkerkunde, Band 3). Strecker & Schröder, Stuttgart 1908; zugleich: Dissertation, Universität Berlin, 1908
- Die Vorgeschichte der Mark Brandenburg. In: Ernst Friedel und Robert Mielke (Hrsg.): Landeskunde der Provinz Brandenburg. Band 3: Die Volkskunde. Dietrich Reimer, Berlin 1912, S. 345–458
- Die heimische Altertumskunde in der Schule. Siegismund, Berlin 1915
- Das Aufsuchen und Feststellen vor- und frühgeschichtlicher Siedlungsspuren. In: Korrespondenzblatt der Deutschen Gesellschaft für Anthropologie, Ethnologie und Urgeschichte. Band 46, 1915, S. 37–56.
- Bilder aus der märkischen Vorzeit. Für Freunde der heimischen Altertumskunde insbesondere für die Jugend und ihre Lehrer. Reimer, Berlin 1917; 4. Auflage, Reimer, Berlin 1926
- Die Ausgrabungen des bronzezeitlichen Dorfes Buch bei Berlin (= Deutsche Urzeit, Band 1). Reimer, Berlin 1923
- Die Verbreitung vorgeschichtlicher Kenntnisse durch die vorgeschichtliche Abteilung des Märkischen Museums. In: Festschrift zur 50-Jahrfeier des Märkischen Museums der Stadt Berlin. Gesellschaft für Heimatkunde und Heimatschutz, Berlin 1924, S. 51–65
- Vorgeschichte der Mark Brandenburg, in: Märkisches Heimatbuch. Eine Einführung in Geologie, Botanik, Naturdenkmalkunde, Vorgeschichte, Geschichte und Volkskunde der Mark Brandenburg für die Hand des Lehrers und des Heimatfreundes. Hrsg. von der Staatlichen Stelle für Naturdenkmalpflege in Preußen, Emil Hartmann, Berlin 1924, S. 96–102
- Das Königsgrab von Seddin. Dr. B. Filser, Augsburg 1928
- Deutsche Vor- und Frühgeschichte in Einzelbildern. Reclam, Leipzig 1934
- Germanische Geschichte und Kultur der Urzeit. Quelle & Meyer, Leipzig 1935